# Novempopulània
La Novempopulània (en llatí Novempopulania) fou una província romana que va tenir com a capital Elusa o Eause. Fou coneguda també com a Aquitània Tercera (Aquitania Tertia) i es va crear al segle ii.
Afrontava al nord amb l'Aquitània Segona (Aquitania Secunda), al nord-est amb Aquitània Primera (Aquitania Prima) i a l'est amb la Narbonense o Narbonesa; tenia a l'oest l'oceà Atlàntic, i al sud, els Pirineus.

## Distribució
El seu nom era degut al fet que hi vivien nou pobles:
- Tarbel·les (Tarba)
- Ubis (Bug)
- Vasates (Vasats [ciutat])
- Ausques (Dacs)
- Elusis o elusats (Eusa)
- Osquidats (Auch)
- Bigerrions (Bigorra)
- Convenes (Comenge)
- Consorans (Coseran).

Els pobles aquitans estaven emparentats amb els ibers (o bascons) o bé havien estat iberitzats i només estaven celtitzats superficialment.
Tenia dotze ciutats o oppida:
- Elusatium (Eusa)
- Civitas Aquensium (Dacs)
- Lactoratium (Leitora)
- Convenarum (Sant Bertran de Comenge)
- Consoranum (Saint-Lizier de Coseran)
- Boiatium (La Tèsta de Bug o Bouchet Born)
- Benarnesium (Lescar)
- Aturensium (Aire d'Ador)
- Vasatica (Vasats (ciutat))
- Turba ubi Castrum Bigorra (Tarba i Saint Lizier de Bigorre)
- Iloronensium (Auloron)
- Ausciorum (Auch)